# Герб Мойти
Ге́рб Мо́йти — офіційний символ містечка Мойта, Португалія. Використовується як територіальний герб. У срібному щиті зелений корковий дуб із золотими жолудями, чорним стовбуром і кореневищем. У главі щита пурпуровий Яківський хрест, обабіч якого два пурпурові виноградні грона із зеленим листям. Щит увінчує срібна мурована містечкова корона з чотирма вежами.  Під щитом біла стрічка, на якій великими літерами напис португальською: «vila da Moita» (містечко Мойта).  Офіційно затверджений 13 травня 1940 року.  

## Галерея

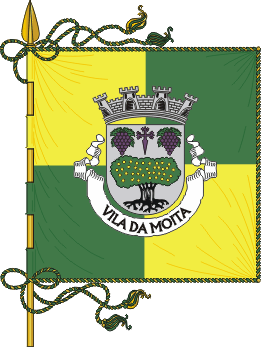
Прапор